# Transposition (Musik)
Unter Transposition versteht man in der Musik das Verändern der Höhe von Tönen um ein bestimmtes Intervall oder das intervallgetreue Versetzen eines ganzen Musikstücks in eine andere Tonart.
Die einfachste Art der Transposition ist die Oktavierung, bei der die Töne namensgleich bleiben, aber um eine Oktave nach oben oder unten versetzt werden.
Bei Transpositionen mit anderen Intervallen müssen in den meisten Fällen auch die Tonart und somit die Generalvorzeichen verändert werden. Wird beispielsweise von D-Dur nach F-Dur transponiert, tauscht man die vorgezeichneten zwei Kreuze (für „fis“ und „cis“) gegen ein b (statt „h“) und setzt dann alle Töne um eine kleine Terz hinauf oder große Sexte herab.

## Historische Instrumente
Bei historischen Blechblasinstrumenten (beispielsweise Naturtrompete oder Naturhorn) konnte wegen des Fehlens chromatischer Spielfähigkeit nicht in Tonarten gespielt werden, die weit von der Grundstimmung abwichen  (siehe auch Naturtonreihe). Daher setzten die Musiker auswechselbare Stimmbögen unterschiedlicher Längen ein (z. B. bei der Trompete A-Bogen, C-Bogen, Es-Bogen, F-Bogen), um so die Grundstimmung zu verändern. Um den Musikern das Transponieren zu ersparen und die Lesbarkeit zu erleichtern, wurden die (Natur-)Töne immer in C-Dur bzw. ohne Generalvorzeichen notiert und angegeben, welcher Bogen bzw. welche Stimmung verwendet werden soll. Die Stimmung (= der Bogen) der Instrumente wurde anhand der Tonart des Stückes gewählt, wobei auch Kombinationen unterschiedlicher Stimmungen verwendet wurden, um den Tonvorrat zu erhöhen. Dies geschah besonders bei Stücken in Moll, um deren Mollterz realisieren zu können (siehe Mozart Sinfonie Nr. 40 in G-Moll).
Ab Anfang des 20. Jahrhunderts setzten sich feste Stimmungen für Blasinstrumente durch (Trompete in B oder C, Horn in F). Deshalb muss bei älteren Kompositionen für andere Stimmungen transponiert werden. Im modernen Sinfonieorchester betrifft dies die Trompeten und noch stärker die Hornisten. Es ist unter Hornisten unüblich, transponierte Stimmen zu verwenden. Ist man geübt, in allen gängigen Transpositionen zu spielen, ist das Notenbild sehr übersichtlich, da es ohne Generalvorzeichen auskommt. Weiters ist auf den ersten Blick ersichtlich, welche Töne am Naturhorn offen und welche gestopft gespielt werden mussten, was dynamisch und spieltechnisch ausgeglichen werden kann.

## Ändern der Stimmlage
Oftmals sind Lieder oder andere Stücke zu hoch für eine Stimmlage (Franz Schubert beispielsweise schrieb seine Lieder für hohe Stimme). Hier kann das Transponieren in eine geeignetere Lage eine große Hilfe sein. Diese Tradition wird von Musikern bis heute gepflegt: Von den meisten Liederzyklen der großen Komponisten existieren eigene Ausgaben für die verschiedenen Stimmlagen, die in entsprechende Tonarten transponiert wurden. Auch Arrangements für (Big)band mit Gesang werden traditionell an die optimale Stimmlage des Sängers oder der Sängerin angepasst. Dasselbe gilt für den Musikunterricht in der Schule.
Die Möglichkeit der Transposition verführt allerdings vor allem Anfänger dazu, technischen Schwierigkeiten aus dem Weg zu gehen, die mit etwas Übung und Anleitung zu bewältigen wären und den Weg für eine allmähliche Erweiterung des Stimmumfangs öffnen könnten.
Bei Instrumentalmusik kann ein Stück, das beispielsweise auf der Flöte angenehm „liegt“, für einen Oboisten unbequem und zu hoch sein und wird von ihm besser in einer tieferen Lage gespielt. Johann Sebastian Bach, der oft eigene Melodien oder ganze Stücke für andere Instrumente umgearbeitet hat, hat diese Praxis immer wieder angewendet.

## Technische Erleichterung
Wenn Musikstücke in schwierigen Tonarten stehen, ist es für Anfänger oft schwer, die Fülle an Vorzeichen zu bewältigen. Das berühmte Englischhorn-Solo aus Antonín Dvořáks Sinfonie Aus der Neuen Welt, das im Original in Des-Dur steht, könnte man in einem Klavieralbum für Kinder etwa nach C-Dur transponieren, sodass es ausschließlich mit weißen Tasten gespielt werden kann:

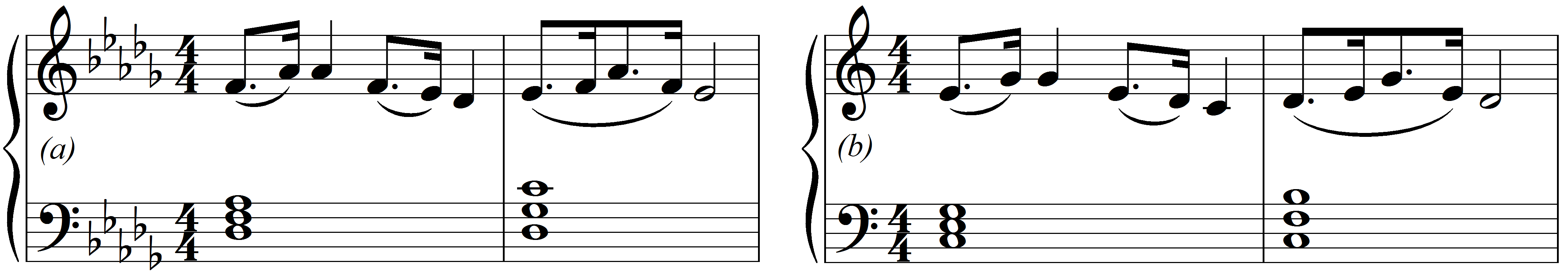
(a) Dvořáks Neue Welt im Original, (b) in einer leichteren Fassung

Aber auch für professionelle Instrumentalisten kann es sinnvoll sein, ein Musikstück zu transponieren: Werke für Bläser stehen oft in B-Tonarten und jene für Streicher in Kreuz-Tonarten, weil das dem Klang und der Technik der Instrumente entgegenkommt. Spielt nun etwa ein Cellist ein Fagott-Stück in As-Dur, kann es brillanter und selbstverständlicher klingen, wenn er es in eine am Cello angenehmere Tonart, etwa A-Dur transponiert.

## Praxis der Transposition

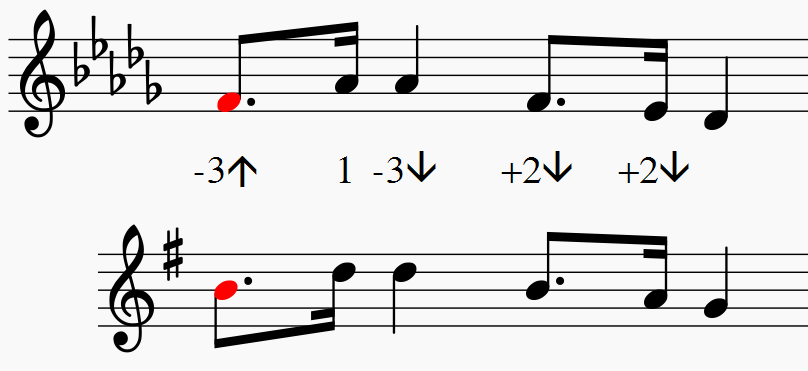
Beispiel 1: der Startton (rot)

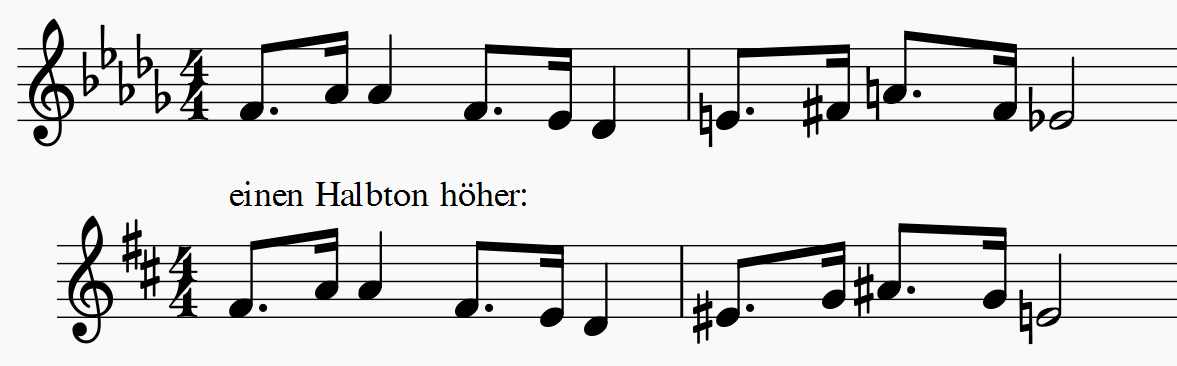
Beispiel 2

Grundsätzlich sollte ein ausgebildeter Musiker in der Lage sein, einen Notentext um bestimmte gebräuchliche Intervallabstände zu transponieren.  Man kann dies z. B. dadurch üben, dass man eine vorgegebene Melodie um chromatische Intervalle ("halbtonweise") nach oben transponiert. Dabei übt man in erster Linie die Übertragung von gelesenen Intervallen auf die, ausgehend vom neuen Startton, zu spielenden Intervalle (Beispiel 1). Der Schwierigkeitsgrad steigt enorm, wenn man statt einer einstimmigen Melodie z. B. einen komplexen Klaviersatz oder eine Melodie mit vielen Vorzeichen und Sprüngen zu transponieren hat.

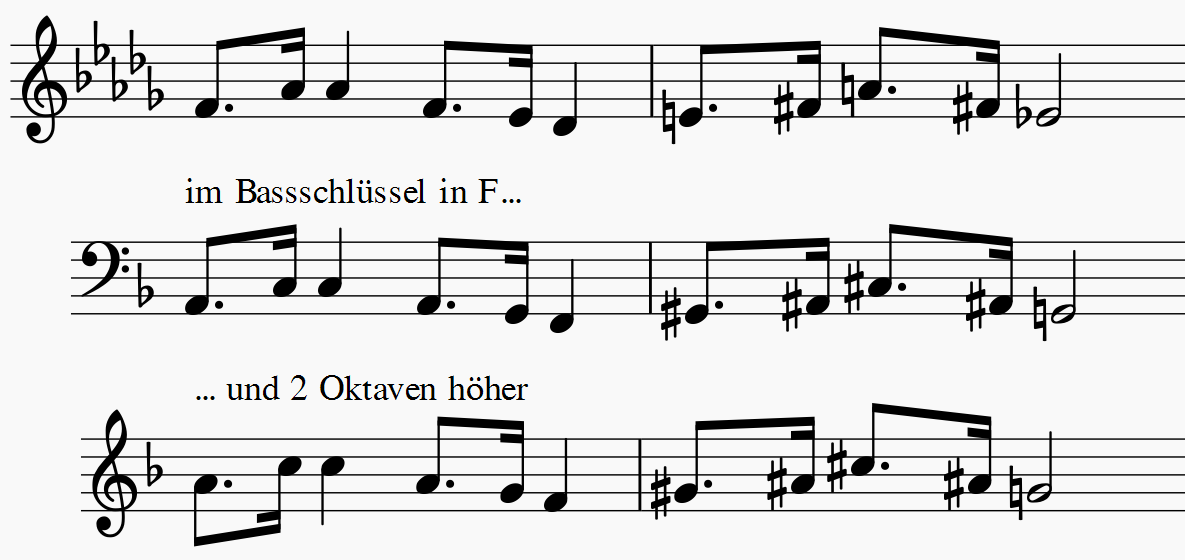
Beispiel 3

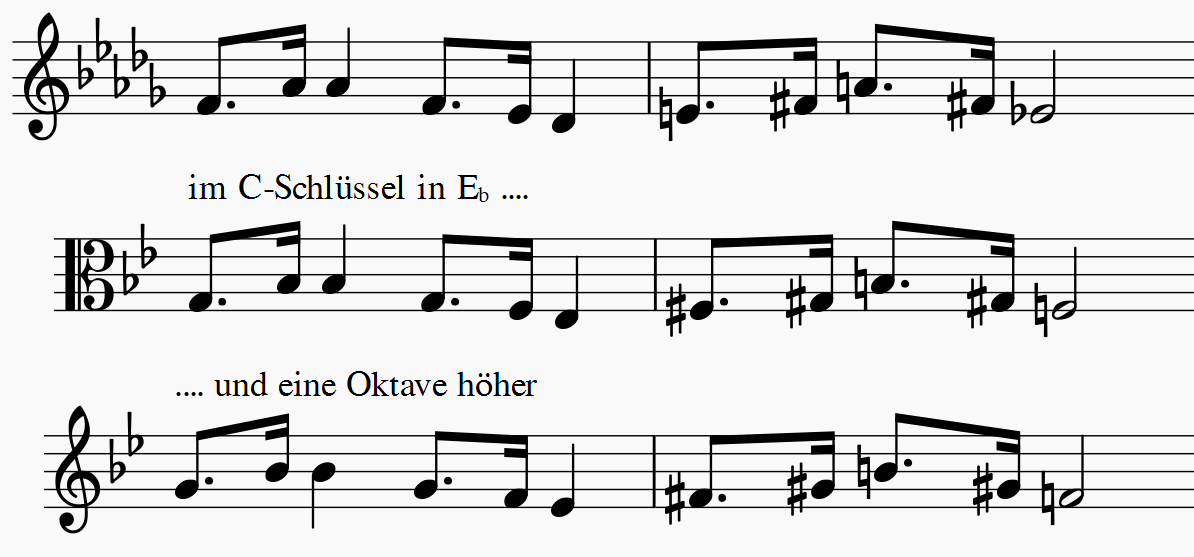
Beispiel 4

Bei der Transposition um einen Halbton setzt man gedanklich die Vorzeichen der neuen Tonart an den Anfang, wobei z. B. ein Auflösezeichen zum Kreuz wird, ein Kreuz (#) verschwindet oder ein Be (b) zum Auflösezeichen wird (Beispiel 2).
Durch gedankliche Änderung des vorgezeichneten Schlüssels und/oder der Vorzeichen mit entsprechender Oktavierung können andere Intervalle transponiert werden (Beispiele 3 und 4).
Einen Sonderfall stellen Absoluthörer dar. Während z. B. ein relativ hörender Sänger nur merkt, dass die Melodie höher oder tiefer ist, muss der absolut hörende Sänger die Transposition geistig korrekt nachvollziehen. Unter Umständen kann es bei schwierigen Intervall-Sprüngen vorkommen, dass der Originalton statt des transponierten Tons gesungen wird. Bei Instrumentalisten kann das gleiche Phänomen wirken, da der Absoluthörer in der Regel mit den gesehenen Noten feste Tonorte auf seinem Instrument verbindet.

## Transponierende Instrumente
Transponierende Instrumente haben in der Notation normalerweise Einzelstimmen, die bereits transponiert notiert sind, der Musiker muss sich also nicht darum kümmern, sondern spielt, was in den Noten steht, und es klingt die richtige Tonhöhe. Im folgenden Ausschnitt aus Beethovens Fünfter Symphonie ist die Stimme der B-Klarinetten abgebildet, die einen Ganzton tiefer klingt, als man sie notiert. (a) ist die (aufwärts transponierte) gedruckte Stimme, (b) ist der erwünschte und erzielte, einen Ganzton tiefere Klang.

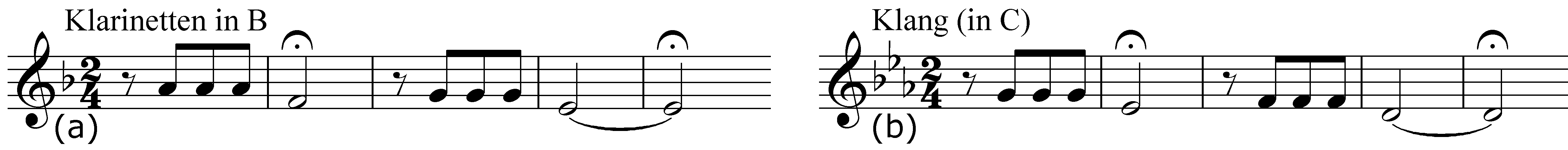
Transposition bei der B-Klarinette

Zuweilen muss ein Musiker aber auf seinem „transponierenden“ Instrument aus einer nicht transponiert geschriebenen, sogenannten C-Stimme spielen, beispielsweise ein Klarinettist, der den Part der Flöte oder Geige übernimmt. In diesem Fall muss die Transposition in Echtzeit im Kopf des Musikers erfolgen.
In der Orchesterliteratur findet man manchmal auch C-Klarinettenstimmen, so zum Beispiel in den Symphonien Beethovens oder Schuberts, oder dem „Barbier von Sevilla“ von Rossini, dessen bisweilen rasend schnelle Passagen auf den heute kaum mehr gebräuchlichen C-Klarinetten um einiges leichter zu bewältigen wären. In einigen Werken von Richard Strauss und Richard Wagner finden sich auch Stimmen für eine Bassklarinette in A, die in Ermangelung solcher Instrumente mit einer Bassklarinette in B um einen Halbton tiefer als notiert gespielt werden müssen.
Besonders aufwendig kann das bei Hornisten sein, die bei Naturhornstimmen die verschiedensten Transpositionen bewältigen müssen. Die untenstehende Abbildung zeigt einen weiteren Ausschnitt aus der Beethoven-Symphonie: In den Noten steht (a), klingen soll (b), wofür auf dem F-Horn (c) gegriffen werden muss:

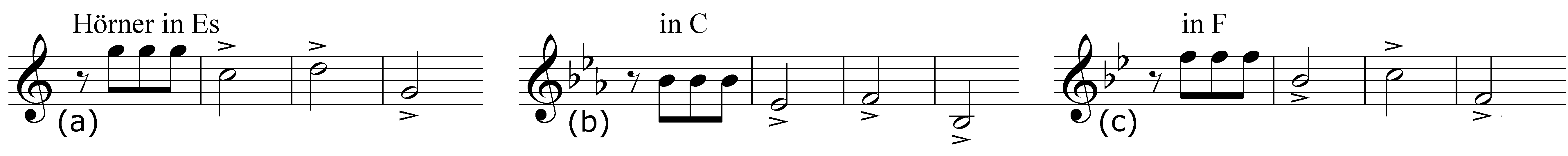
Das doppelte Transponieren aus alten Hornstimmen

## Tasteninstrumente
Bei vielen neuzeitlichen Truhenorgeln und Cembali ermöglicht eine verschiebbare Klaviatur das Transponieren des Stimmtons oft um mehrere Halbtöne.

## Elektronische Transposition (Sampling)

Transposition prozentual

Bei einem Sampler können die von den Originalinstrumenten abgetasteten Töne transponiert werden.
- Wird gleichzeitig die Abspielgeschwindigkeit verändert, ändert sich auch die Tonhöhe (ähnlich wie bei einer Schallplatte). Dadurch ändert sich jedoch auch der zeitliche Verlauf des Klanges, was das Ergebnis verschlechtert. Anschauliches Beispiel ist die sogenannte „Mickey-Maus-Stimme“ bei elektronisch hochtransponierten Aufnahmen.
- Anders die rechnerisch aufwendigere „scheibchenweise“ Bearbeitung des Samples, bei dem extrem kurze zeitliche Abschnitte der Tonschwingung schneller abgespielt und anschließend so dupliziert werden, dass die Länge des Klanges sich nicht verändert. Als Problem bleibt jedoch auch bei diesem Verfahren die Verschiebung der Formanten, denn ein höher / tiefer gespielter oder gesungener Ton hat in der Regel auch eine andere Klangcharakteristik als ein elektronisch transponierter.

```
Transpositionstabelle (in Prozent):
-8    158,74
-7    149,83
-6    141,42
-5    133,48
-4    126,00
-3    118,92
-2    112,25
-1    105,95
keine 100,00
 1     94,39
 2     89,09
 3     84,09
 4     79,37
 5     74,92
 6     70,71
 7     66,74
 8     63,00
```

Damit folgt sie der Exponentiellen Funktion
{\displaystyle f(x)=100\cdot 0{,}9439^{x}\,}.
Doppelte oder halbe Frequenz ist bei einer Transposition von 12 Halbtonstufen erreicht. Hieraus leitet sich das Frequenzverhältnis zweier benachbarter Halbtonstufen in der gleichstufigen Stimmung ab: Die zwölfte Wurzel aus 2 (der Oktave) beträgt 1,059463094 bzw. deren Kehrwert: 0,943874313.